# Amaurobius leechi
Pour les articles homonymes, voir Amaurobius pilosus.
Espèce
Synonymes
- Amaurobius pilosus Leech, 1972 nec Hogg, 1900

Amaurobius leechi est une espèce d'araignées aranéomorphes de la famille des Amaurobiidae.

## Distribution
Cette espèce est endémique de Californie aux États-Unis,.

## Étymologie
Cette espèce est nommée en l'honneur de Robin Leech.

## Publications originales
- Brignoli, 1983 : A catalogue of the Araneae described between 1940 and 1981. Manchester University Press, p. 1-755.
- Leech, 1972 : A revision of the Nearctic Amaurobiidae (Arachnida: Araneida). Memoirs of the Entomological Society of Canada, vol. 84, p. 1-182.